# Perseguições contra a Igreja Católica e Pio XII
As perseguições contra a Igreja Católica ocorreram durante todo o pontificado do Papa Pio XII (1939-1958). O reinado de Pio coincidiu com a Segunda Guerra Mundial, o início da Guerra Fria e a descolonização europeia acelerada. Durante esse período, a Igreja Católica enfrentou perseguição sob governos fascistas e comunistas.
A perseguição nazista à igreja foi mais extrema na Polônia ocupada. A derrota do fascismo no final da Segunda Guerra Mundial encerrou um conjunto de perseguições, mas fortaleceu a posição do comunismo em todo o mundo, intensificando um novo conjunto de perseguições - principalmente na Europa Oriental, na URSS e, posteriormente, na República Popular da China. A Igreja Católica estava sob ataque em todos os países governados pelos comunistas e perdeu grande parte de sua existência na Albânia, Bulgária, Iugoslávia, Romênia, China comunista e União Soviética (incluindo Estônia, Letônia e Lituânia).

## Resumo
O pontificado de Pio XII coincidiu com a Segunda Guerra Mundial (1939-1945) e as fases iniciais da Guerra Fria. A Igreja Católica foi reprimida sob o Império Nazista e depois sob o domínio soviético dos Estados comunistas estabelecidos na Europa Central e Oriental após a guerra. A Igreja Católica na Alemanha foi sistematicamente reprimida pelos nazistas e a perseguição foi mais severa na Polônia ocupada pelos nazistas, onde igrejas, seminários, mosteiros e conventos foram sistematicamente encerrados e milhares de padres e freiras foram assassinados, encarcerados ou deportados.
Segundo John Cornwell, a Igreja enfrentou um dilema: comprometer-se com os governos para manter uma estrutura com a qual sobreviver, resistir ou enfrentar e arriscar a aniquilação Para salvar seus fiéis, o Vaticano tentou os dois em momentos variados.
Na Alemanha Oriental e na Hungria, a Igreja foi submetida a ataques contínuos, mas conseguiu continuar com algumas de suas atividades, porém em uma escala muito reduzida. Na Albânia, Bulgária, Tchecoslováquia e Hungria, a perseguição continuou a ponto de a Igreja estar em extinção. Na União Soviética e na China continental, a Igreja Católica deixou de existir, pelo menos publicamente, durante o pontificado do Papa Pio XII.

## Perseguições fascistas

### Perseguições nazistas

#### Alemanha
A Igreja Católica havia sido um dos principais oponentes da ascensão do Partido Nacional Socialista dos Trabalhadores Alemães na década de 1920 e no início da década de 1930. Ao assumir o poder em 1933, e apesar do Concordata assinado com a igreja prometer o contrário, o governo nazista de Adolf Hitler começou a suprimir a Igreja Católica como parte de uma política geral de eliminar fontes de autoridade concorrentes. Os nazistas prenderam milhares de membros do Partido do Centro Católico Alemão, bem como clérigos católicos e fecharam escolas e instituições católicas. À medida que o Terceiro Reich se expandia, milhares de padres católicos foram presos ou mortos e instituições católicas foram dissolvidas pelos nazistas.
Segundo o biógrafo de Hitler, Alan Bullock, Hitler era um "homem que não acreditava em Deus nem na consciência ('uma invenção judaica, uma mancha como a circuncisão')". Bullock escreveu: Hitler pensou que os ensinamentos católicos, levados à sua conclusão, "significariam o cultivo sistemático do fracasso humano". Bullock acrescenta que "uma vez terminada a guerra, [Hitler] prometeu a si mesmo, ele iria erradicar e destruir a influência das igrejas cristãs, mas até então ele seria cauteloso":
Hitler tinha sido educado como católico e ficou impressionado com a organização e o poder da Igreja. Para o clero protestante, sentiu apenas desprezo. ...Era a "grande posição" da Igreja [Católica] que ele respeitava; em relação ao seu ensinamento, mostrava apenas a mais forte hostilidade. Aos olhos de Hitler, o Cristianismo era uma religião adequada apenas para escravos; detestava a sua ética em particular. O seu ensinamento, declarou, era uma rebelião contra a lei natural da seleção pela luta e a sobrevivência dos mais aptos.
Alfred Rosenberg foi o desenhista e porta-voz original do programa do Partido Nazista e ideólogo oficial do Partido Nazista. Ele era um anti-semita raivoso e anti-católico. Em seu " Mito do século XX ", publicado em 1930, Rosenberg propôs substituir o Cristianismo tradicional pelo "mito do sangue" neopagão:
Compreendemos agora que os valores supremos centrais das Igrejas Romana e Protestante, sendo um Cristianismo negativo, não respondem à nossa alma, que dificultam os poderes orgânicos dos povos determinados pela sua raça nórdica, que devem dar lugar a eles, que terão de ser remodelados para se conformarem a uma cristandade germânica. Aí reside o significado da atual busca religiosa. - The Myth of the 20th Century, Alfred Rosenberg, 1930.
Rosenberg e o tenente sênior de Hitler Martin Bormann colaboraram ativamente no programa nazista para eliminar a influência da Igreja - um programa que incluía a abolição dos serviços religiosos nas escolas; o confisco de propriedades religiosas; circulação de material anti-religioso para soldados; e o fechamento de faculdades teológicas.
O governo nazista fechou as publicações católicas, dissolveu a Liga da Juventude Católica e acusou milhares de padres, freiras e líderes leigos por acusações violentas. A Gestapo violou a santidade do confessionário para obter informações. Erich Klausener, Presidente da Ação Católica na Alemanha, fez um discurso no Congresso Católico em junho de 1934, criticando o governo. Ele foi morto a tiros em seu escritório na noite das facas longas de 30 de junho. Todo o seu pessoal foi enviado para campos de concentração. Jardins de infância da igreja foram fechados, crucifixos foram removidos das escolas, a imprensa católica foi fechada e os programas de assistência social católicos foram restringidos com base no fato de que eles ajudavam os "racialmente impróprios".
Muitos clérigos alemães foram enviados aos campos de concentração por manifestar oposição às autoridades nazistas ou em algumas regiões simplesmente por causa de sua fé. Muitos leigos católicos também pagaram sua oposição com suas vidas. Mais de 300 mosteiros e outras instituições foram expropriados pela SS.
O Vaticano publicou duas encíclicas opondo-se às políticas de Mussolini e Hitler: Non abbiamo bisogno em 1931 e Mit brennender Sorge em 1937, respectivamente. A Igreja Católica condenou oficialmente a teoria nazista do racismo na Alemanha em 1937 com a encíclica "Mit brennender Sorge", assinada pelo Papa Pio XI . Contrabandeado para a Alemanha para evitar censura prévia e lido nos púlpitos de todas as igrejas católicas alemãs, condenou a ideologia nazista como "insana e arrogante". Denunciou o mito nazista de "sangue e solo", criticou o neopaganismo do nazismo, sua guerra de aniquilação contra a Igreja e descreveu o Führer como um "profeta louco possuidor de arrogância repulsiva". Foi escrito parcialmente em resposta às Leis de Nuremberg e em resposta à perseguição à igreja.
Após o início da Segunda Guerra Mundial, o Vaticano, sob o papa Pio XII, seguiu uma política de neutralidade. A Santa Sé defendeu a paz e falou contra o racismo, o nacionalismo egoísta, as atrocidades na Polônia, o bombardeio de civis e outras questões. O papa permitiu às hierarquias nacionais avaliar e responder às situações locais, mas estabeleceu o Serviço de Informações do Vaticano para fornecer ajuda a milhares de refugiados de guerra e salvou milhares de vidas ao instruir a igreja a fornecer ajuda discreta aos judeus.

#### Polônia

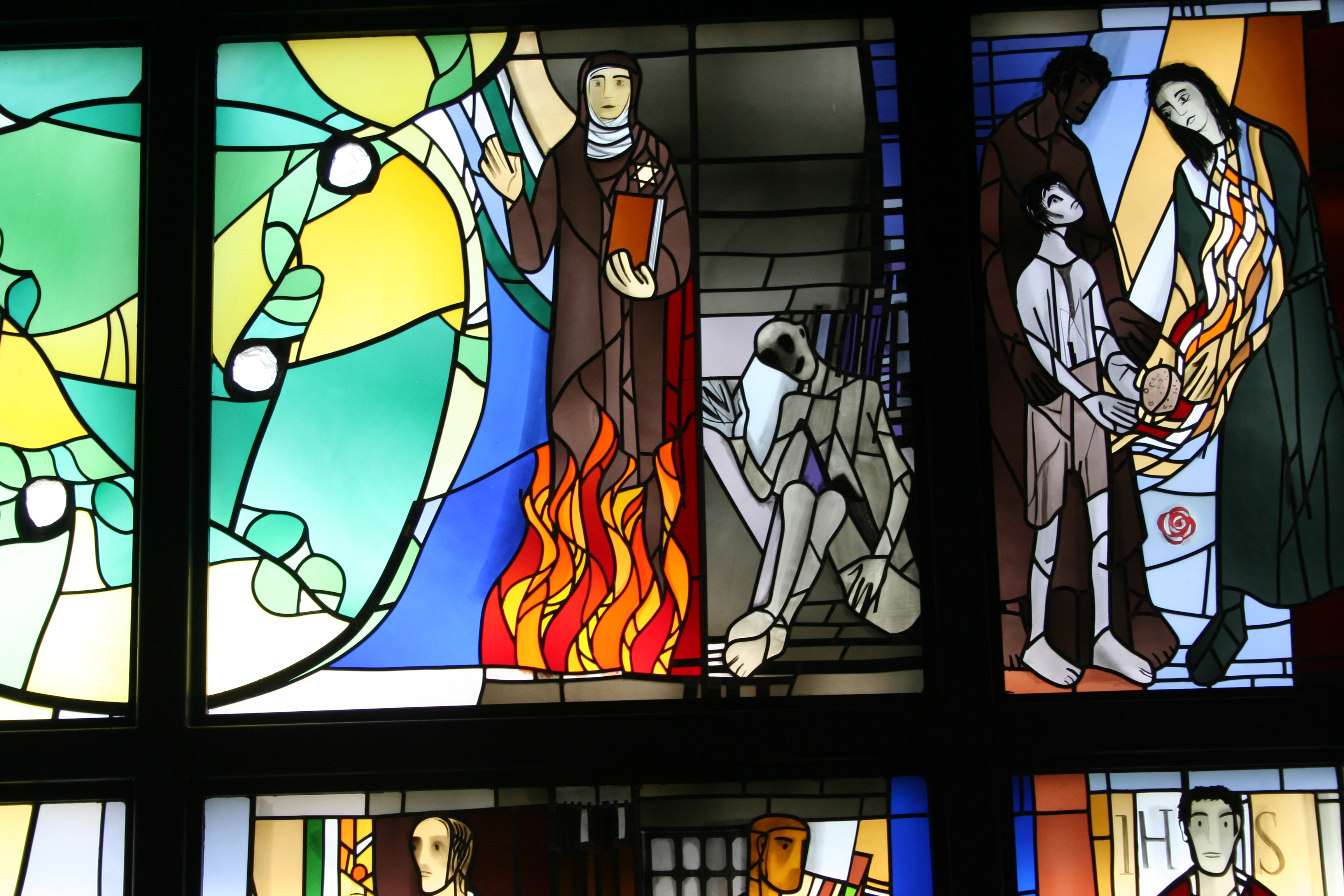
Edith Stein e Maximilian Kolbe, vitrais de Alois Plum em Kassel. Os dois santos morreram como prisioneiros dos nazistas em Auschwitz.

Segundo Norman Davies, o terror nazista era "muito mais feroz e mais prolongado na Polônia do que em qualquer lugar da Europa". A ideologia nazista via os "poloneses" étnicos - a maioria étnica principalmente católica da Polônia - como "sub-humanos". Após a invasão da Polônia Ocidental em 1939, os nazistas instigaram uma política de genocídio contra a minoria judaica da Polônia e de assassinar ou suprimir as elites étnicas polonesas, incluindo líderes religiosos. Em 1940, Hitler proclamou: "Os poloneses podem ter apenas um mestre - um alemão. Dois mestres não podem existir lado a lado, e é por isso que todos os membros da intelligentsia polonesa devem ser mortos."
A Igreja Católica foi brutalmente reprimida na Polônia. Entre 1939 e 1945, cerca de 3.000 membros (18%) do clero polonês foram mortos; destes, 1.992 morreram em campos de concentração. Durante a invasão de 1939, esquadrões da morte especiais da SS e da polícia prenderam ou executaram aqueles considerados capazes de resistir à ocupação, incluindo profissionais, clérigos e funcionários do governo. No verão seguinte, a AB Aktion (Operação Extraordinária de Pacificação) da SS reuniu vários milhares de intelligentsia poloneses e viu muitos padres baleados no setor do Governo Geral.
Historicamente, a igreja havia sido uma força líder no nacionalismo polonês contra a dominação estrangeira; assim, os nazistas atacaram clérigos, monges e freiras em suas campanhas terroristas. O tratamento foi mais severo nas regiões anexas, onde as igrejas foram sistematicamente fechadas e a maioria dos padres foi assassinada, aprisionada ou deportada. Seminários e conventos foram fechados.
80% do clero católico e cinco bispos de Warthegau foram enviados para campos de concentração em 1939, onde 1.992 clérigos poloneses morreram durante o período; 108 de Warthegua são considerados mártires abençoados. Cerca de 1,5 milhão de poloneses foram transportados para trabalhar como trabalho forçado na Alemanha. Tratados como racialmente inferiores, eles tiveram que usar P's roxos costurados em suas roupas - as relações sexuais com os poloneses eram puníveis com a morte. Além do genocídio dos judeus poloneses, estima-se que 1,8 a 1,9 milhão de civis poloneses foram mortos durante a ocupação alemã e a guerra.

#### Em outro lugar
Durante a ocupação nazista da Holanda, os bispos holandeses condenaram o sequestro nazista de judeus. Os nazistas retaliaram com uma série de medidas repressivas. Muitos católicos se envolveram em greves e protestos contra o tratamento de judeus, e os nazistas ofereceram isenção de convertidos e judeus casados com não-judeus se os protestos cessassem. O arcebispo de Utrecht e outros católicos se recusaram a obedecer, e os nazistas iniciaram uma reunião de todos os católicos etnicamente judeus. Cerca de 40 mil judeus foram escondidos pela igreja holandesa e 49 padres mortos no processo. Entre os católicos da Holanda abduzidos dessa maneira estava Santa Edith Stein, que morreu em Auschwitz.

### Perseguições japonesas
A expansão do Japão Imperial na Ásia-Pacífico a partir de 1941 foi acompanhada de muitas atrocidades contra missionários católicos, clérigos, freiras e leigos. O Japão imperial desenvolveu o estado xintoísmo como religião imperial e promoveu a noção da divindade do imperador. A propaganda japonesa identificou os católicos com domínio europeu - especialmente entre a pequena comunidade católica do Japão, mas também as grandes comunidades asiáticas em Timor Oriental, Coreia, Indo-China Francesa, Índias Holandesas, Filipinas, Singapura, Hong Kong, Papua Australiana, Nova Guiné Australiana e em outro lugar.
Na maioria das Filipinas católicas, padres e seminaristas foram internados. Os cinco padres colombianos mortos em Malato são lembrados como os Mártires do Malato.
Na Nova Guiné australiana, padres e religiosos foram presos em campos de concentração. Desde 1943, a tolerância japonesa ao Cristianismo mudou para o confronto. As tropas interferiram nas práticas religiosas católicas e destruíram os prédios da igreja. Cerca de 100 católicos foram mortos por continuarem a catequizar. O mártir Peter To Rot assumiu as funções de catequista depois que invasores japoneses prenderam os missionários locais. Formas de culto foram proibidas após a Batalha do Mar de Coral e To Rot foi preso e executado pelos japoneses em 1945. Ele se tornou o primeiro melanésio a ser beatificado em 1995.

## Perseguições comunistas

### Diplomacia da igreja
Pio XII era um diplomata que valorizava as relações diplomáticas para manter contato com a Igreja local. Como anteriormente com a Alemanha sob o governo nacional-socialista, o papa Pio recusou-se a romper relações diplomáticas com as autoridades comunistas.
Assim, após a Segunda Guerra Mundial, o Vaticano manteve seus núncios na Polônia, Hungria, Iugoslávia, Tchecoslováquia, Romênia e China, até que esses países romperam as relações, interrompendo também a comunicação com os bispos. O Vaticano respondeu dando aos bispos locais autoridade sem precedentes para lidar com as autoridades por conta própria, mas sem conceder o direito de definir relações gerais, vistas como o único privilégio da Santa Sé. Em encíclicas como Invicti Athletae e cartas apostólicas aos bispos tchecos, bispos poloneses, bispos da Hungria, China e Romênia o papa incentivou os bispos locais a serem firmes, modestos e sábios ao lidar com as novas autoridades comunistas. Ele excomungou todos os que aprisionaram cardeais e bispos, como no caso de Stepinac, Mindszenty, Grösz, Beran, Wyszinski e Pacha.
Na tentativa de impedir a usurpação governamental de ofícios eclesiásticos, o Vaticano ameaçou excomungar quem o fizesse, ou, ilegalmente concedido ou recebido ordenação episcopal. No entanto, o Vaticano não teve êxito em bloquear entronizações episcopais pelos governos da China e da Tchecoslováquia. Essas pessoas não foram excomungadas, no entanto. Em sua última encíclica Ad Apostolorum Principis aos bispos da China, o papa Pio XII expressou a opinião de que bispos e padres cismáticos são o passo final para a total eliminação da Igreja Católica naquele país. Surgiram questões sobre por que o Vaticano nomeou bispos americanos poderosos, mas muitas vezes inexperientes, como núncios em alguns países do Oriente, dadas as tendências anti-americanas e anti-imperialistas nesses países. Embora não exista documentação sobre os motivos do Vaticano, uma possível razão pode ser a relativa segurança dos nacionais dos EUA em países estrangeiros.

### Perseguições e políticas da Igreja

#### China

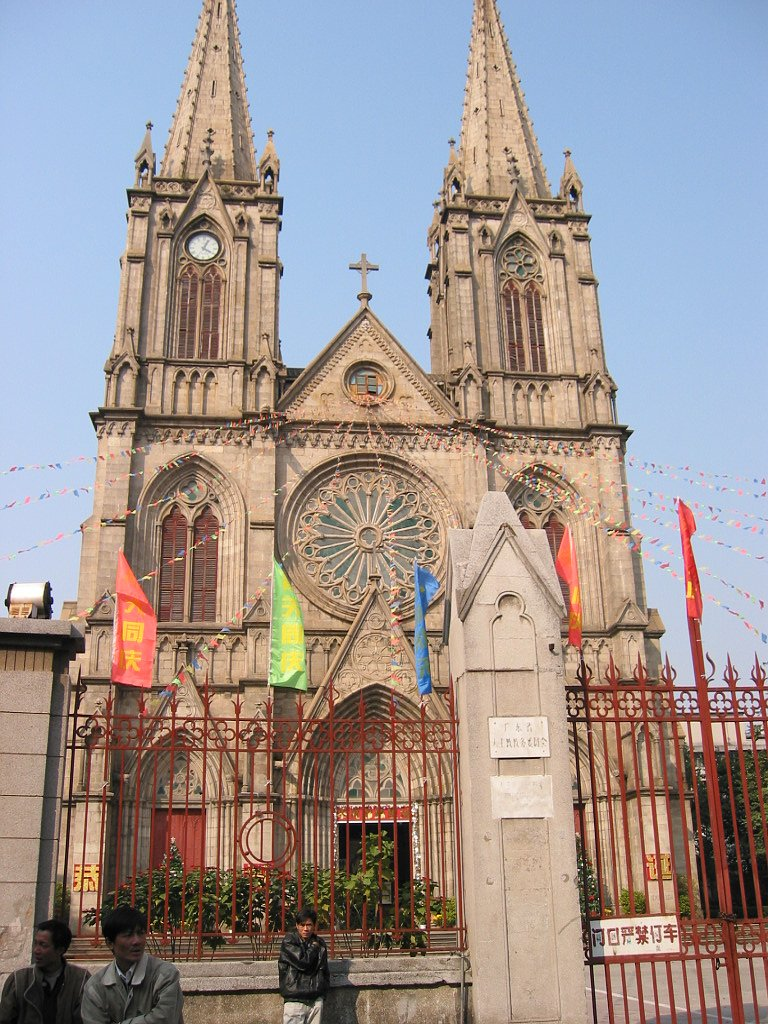
Catedral do Sagrado Coração de Guangzhou

Durante séculos, o acesso ao povo da China foi difícil para a Igreja Católica, porque não reconheceu os costumes confucionistas locais de honrar os membros da família falecidos. Para os chineses, esse era um ritual antigo; para o Vaticano, era um exercício religioso que conflitava com o dogma católico. Como resultado, a Igreja fez pouco progresso na China. Meses depois de sua eleição, o papa Pio emitiu uma mudança drástica nas políticas. Em 8 de dezembro de 1939, a Sagrada Congregação para a Propagação da Fé emitiu, a pedido de Pio XII, uma nova instrução pela qual os costumes chineses não eram mais considerados supersticiosos, mas uma maneira honrosa de estimar os parentes e, portanto, permitidos pelos cristãos católicos. O governo da China estabeleceu relações diplomáticas com o Vaticano em 1943. O decreto papal mudou a situação eclesiástica na China de uma maneira quase revolucionária. Quando a Igreja começou a florescer, Pio XII estabeleceu uma hierarquia eclesiástica local e recebeu o Arcebispo de Pequim, Thomas Tien Ken-sin, SVD, no Colégio Sagrado dos Cardeais.
Após a Segunda Guerra Mundial, cerca de quatro milhões de chineses eram membros da fé católica. Isso era menos de um por cento da população, mas os números aumentaram dramaticamente. Em 1949, existiam 20 arquidioceses, 85 dioceses, 39 prefeituras apostólicas, 3.080 missionários estrangeiros, 2.557 sacerdotes chineses.
O estabelecimento do regime comunista a partir da República Popular da China em 1949 suspendeu esses primeiros avanços e levou à perseguição de milhares de clérigos e fiéis na China. Uma igreja patriótica chinesa foi formada. Desde aquela época, a Igreja Católica perseguida existe como uma pequena fração em segredo e apenas no subsolo. As perdas foram consideráveis. Por exemplo, em 1948, a Igreja Católica operava cerca de 254 orfanatos e 196 hospitais com 81.628 leitos. O clero católico experimentou maior supervisão. Bispos e padres foram forçados a se envolver em trabalhos servis degradantes para ganhar a vida. Os missionários estrangeiros foram acusados de serem agentes estrangeiros que entregariam o país às forças imperialistas.

#### União Soviética
As relações entre as autoridades soviéticas e o Vaticano sempre foram difíceis. Antes de 1917, havia duas dioceses na Rússia, em Mogilev e Tiraspol, com 150 paróquias católicas e cerca de 250 padres servindo meio milhão de católicos (uma presença minúscula em comparação com a igreja ortodoxa russa).
Em 23 de janeiro de 1918, o governo soviético declarou a separação entre igreja e Estado e começou com a dissolução sistemática de instituições religiosas e o confisco de propriedades da igreja. Dois anos depois, em 1920, o Papa Bento XV emitiu Bonum Sana, no qual condenou a filosofia e as práticas do comunismo. Pio XI seguiu essa linha com inúmeras declarações e as encíclicas Miserentissimus Redemptor, Caritate Christi, e Divini Redemptoris. O pontificado de Pio XII, desde o início, enfrentou problemas, pois grandes partes da Polônia, dos Estados Bálticos e de suas populações católicas foram incorporadas à URSS. Imediatamente, as Igrejas Católicas Unidas da Armênia, Ucrânia e Rutênia foram atacadas.

#### Igrejas rutenas e ucranianas católicas
As tentativas soviéticas de separar as igrejas unidas de Roma refletiam não apenas a política soviética, mas eram uma continuação de políticas russas centenárias em relação ao papado, já vistas como anti-russas. Pio XII também sabia que, nos meses anteriores à encíclica Orientales omnes Ecclesias, todos os bispos católicos da Igreja ucraniana haviam sido presos, incluindo Josyf Slipyj, Gregory Chomysyn, John Laysevkyi, Nicolas Carneckyi, Josaphat Kocylovskyi . Alguns, incluindo o bispo Nicetas Budka, morreram na Sibéria. Submetidos a julgamentos stalinistas, todos receberam sentenças severas. Os demais líderes das hierarquias e chefes de todos os seminários e escritórios episcopais foram presos e julgados em 1945 e 1946.
Com a Igreja Católica roubada de sua liderança, desenvolveu-se um "movimento espontâneo" pela separação de Roma e unificação com a Igreja Ortodoxa Russa. Seguiram-se prisões em massa de padres. Em Lemko, cerca de 500 padres foram presos em 1945 ou enviados para um Gulag, oficialmente chamado de "um destino desconhecido por razões políticas". As instituições da Igreja foram confiscadas e expropriadas; igrejas, mosteiros e seminários foram fechados e saqueados, as Igrejas Católicas Unidas foram integradas ao Patriarcado de Moscou após a prisão de todos os bispos e administradores apostólicos. A Igreja Católica da Ucrânia foi assim liquidada e suas propriedades entregues à Igreja Ortodoxa sob o Patriarca de Moscou.
Após a morte de Joseph Stalin em 1953, a "coexistência pacífica" tornou-se objeto de inúmeras discussões. Em sua mensagem de Natal de 1954, Pio XII definiu possibilidades e pré-condições para isso. Ele indicou a disposição do Vaticano à cooperação prática sempre que possível, no interesse dos fiéis. O ritmo lento da desestalinização e a repressão soviética da Revolução Húngara frustraram grandes resultados, além de modestas melhorias na Polônia e na Iugoslávia após 1956. Em janeiro de 1958, o ministro das Relações Exteriores da União Soviética, Andrey Gromyko, expressou a disposição de Moscou de manter relações formais com o Vaticano, à luz da posição do papa Pio XII sobre a paz mundial e os usos da energia atômica para fins pacíficos, uma posição que era chamada de idêntica com a política do Kremlin.

#### Lituânia, Estônia e Letônia
As pequenas igrejas católicas da Estônia e a Igreja da Letônia foram completamente aniquiladas depois que a União Soviética reintegrou esses países em seu território em 1945. Todas as organizações da Igreja foram proibidas e todos os bispos presos.
Em 1939, o papa Pio recebeu o embaixador da Lituânia para uma reunião final antes da ocupação soviética. No início da Segunda Guerra Mundial, havia 800 paróquias, 1.500 padres e 600 candidatos ao sacerdócio em quatro seminários na Lituânia. Como parte da repressão soviética, a hierarquia completa, grande parte do clero e cerca de um terço da população católica foram deportados.

#### Polônia

O cardeal Stefan Wyszyński foi preso de 1953 a 1956

Com o fim da guerra, o papa interrompeu sua política de neutralidade no tempo de guerra, afirmando que havia se abstido de protestos durante a guerra, apesar de perseguições maciças. O Partido Comunista da Polônia assumiu o controle governamental em 1947 e começou a confiscar propriedades da Igreja nos meses seguintes. No final de 1947, institutos católicos de educação, jardins de infância, escolas e orfanatos também foram desapropriados. A partir de 1948, começaram a ocorrer prisões em massa e julgamentos contra bispos e clérigos católicos. O papa Pio XII respondeu com uma carta apostólica Flagranti Sempre Animi, na qual defendeu a Igreja contra ataques e táticas de perseguição stalinista. No entanto, as pressões contra a Igreja aumentaram com a proibição de fato de reuniões e organizações religiosas. O Papa Pio respondeu com uma carta comemorativa do 10º aniversário do início da Segunda Guerra Mundial, o Decennium Dum Expletur. Ele escreve que, embora o povo polonês tenha sofrido como ninguém mais durante a guerra, o sofrimento continua dez anos depois. Cum Jam Lustri comemora a morte de dois cardeais poloneses, Hlond e Sapieha, e incentiva a Igreja na Polônia. Em homenagem a São Estanislau, o Papa Pio XII emitiu Poloniae Annalibus, dando consolo e novamente expressando sua certeza de que Cristo vencerá e a perseguição terminará. Em 1952, cerca de mil padres foram encarcerados, todos os seminários fechados e os institutos religiosos dissolvidos. Em 19 de novembro de 1953, o pontífice dirigiu-se ao corpo diplomático para protestar contra o encarceramento do cardeal Stefan Wyszynski. Após a prisão do cardeal, as autoridades apoiaram padres patrióticos que estavam abertos à separação de Roma. No 300º aniversário da bem-sucedida defesa de Jasna Góra, o papa Pio XII escreveu novamente para a Polônia, parabenizando os corajosos defensores da fé em seu tempo. Gloriosam Reginam saúda os modernos mártires poloneses e expressa confiança na vitória de Maria, rainha da Polônia. Ele saúda o cardeal Stefan Wyszynski ao retornar da prisão em outubro de 1956.
Com Invicti athensetae em 1957, o Papa Pio abordou com palavras fortes o episcopado polonês do 300º aniversário do martírio de Santo André Bobola pelos russos: "Os odiadores de Deus e os inimigos do ensino cristão atacam Jesus Cristo e sua Igreja". O papa aconselhou perseverança e bravura. O povo e o clero devem superar muitos obstáculos, com sacrifícios de tempo e dinheiro, mas nunca devem ceder. O Papa exortou seus bispos na Polônia a não se deixar abater pela situação, mas a misturar coragem com prudência e conhecimento com sabedoria: "Aja com ousadia, mas com a prontidão cristã da alma que anda de mãos dadas com prudência, conhecimento e sabedoria. Mantenha a fé e a unidade católica".

#### Tchecoslováquia
"Eles podem tirar sua liberdade, mas não podem rasgar a fé católica de seus corações. Eles podem transformá-lo em mártir, mas nunca podem transformá-lo em traidor." Em 1945, o governo da Checoslováquia expulsou as populações húngara e alemã dos territórios da Checoslováquia, reduzindo assim muito a porcentagem de católicos no país. Após o golpe comunista em 1948, a Tchecoslováquia expulsou o núncio papal e fechou os seminários católicos para a formação de padres. Praga proibiu todos os institutos religiosos e associações católicas e gradualmente suprimiu a imprensa católica. Tentativas foram feitas para dividir o clero em campos opostos, criando uma associação de padres controlada pelo governo, liderada pelo bispo Joseph Plojhar. O arcebispo Josef Beran e outros se recusaram a participar e foram submetidos a julgamentos públicos e longos encarceramentos. Em 1949, o "Gabinete da Igreja" governamental assumiu o controle total da Igreja Católica.

#### Hungria
Após a ocupação da Hungria pelo Exército Vermelho em 1945, as políticas socialistas ganharam terreno apenas gradualmente no país. Porém, nos cinco anos seguintes, a Igreja perdeu 3.300 escolas, numerosos hospitais e jornais, enquanto 11.500 religiosos foram convidados a deixar seus conventos, mosteiros e institutos. O núncio já foi expulso em 1945. A Igreja tentou chegar a um acordo com o governo em 1950, quando foi permitida a continuação de cerca de dez escolas católicas. A experiência avassaladora do catolicismo húngaro foram os julgamentos e as degradações do arcebispo Jozsef Grosz e do cardeal Jozsef Mindszenty, que levaram a uma exclusão completa da Igreja de toda a vida pública e da sociedade húngara.

##### Jozsef Mindszenty
Jozsef Mindszenty foi preso pelos alemães, libertado pelo exército soviético e foi ordenado bispo em 1944. Após o golpe do partido comunista na Hungria, foi instituído um reinado de terror apoiado pelo exército soviético papa Pio XII chamado Mindzenty Primata da Hungria e o admitiu no Colégio dos Cardeais em 1946. "Depois de uma campanha de propaganda, ele foi preso sob a acusação de colaboração com os nazistas, espionagem, traição e fraude monetária. Nenhuma das acusações era verdadeira. Ele era torturado mental e fisicamente e espancado diariamente com cassetetes de borracha até assinar uma confissão. Seu julgamento no show foi condenado pelas Nações Unidas". "Os procedimentos frustrados, amplamente divulgados no Ocidente, envolveram e horrorizaram os católicos em todo o mundo".  O cardeal permaneceu na prisão até 1956, quando foi libertado. durante a Revolução Húngara. Após o fracasso da revolução, ele viveu na embaixada americana pelos 15 anos seguintes.

#### Romênia, Bulgária e Albânia

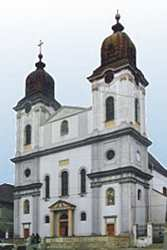
Catedral Metropolitana Católica Sfânta Treime

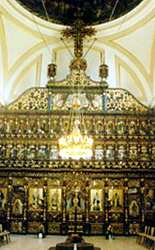
O interior da Catedral Metropolitana Católica Romena de Sfânta Treime

Após a Primeira Guerra Mundial, a Romênia herdou grande parte da Hungria católica, incluindo grandes populações católicas, que nem sempre foram bem tratadas entre as guerras. A Constituição Apostólica Solemmni Conventione de 1930 inclui uma concordata entre a Romênia e o Vaticano. Permitiu quatro dioceses e livre exercício da religião dentro do país. Por causa de interpretações rivais, a concordata foi reencenada dez anos depois, em 1940. Em 1948, o governo comunista retirou-se da concordata e fechou a maioria dos institutos católicos. Apenas duas pequenas dioceses foram autorizadas a continuar e as outras consideradas inexistentes. Os seis bispos unidos e vários bispos de rito latino foram presos por longas sentenças. Todas as escolas foram fechadas e as atividades católicas proibidas.
A Bulgária tornou-se República Popular em 15 de outubro de 1946. A nova constituição de 1947 limitou as atividades religiosas. A perseguição maciça da Igreja se seguiu. A Igreja perdeu todos os seus bispos, organizações e institutos religiosos. A maioria dos padres e religiosos pereceu dentro de cinco anos, muitos deles na Sibéria.
Na Albânia, o governo comunista assumiu o papel de libertador, pois o país estava sob ocupação italiana desde 1939. A Igreja Católica foi denunciada como a Igreja dos opressores. Todos os padres e religiosos estrangeiros foram expulsos. Bispos domésticos, padres e religiosos foram mortos, presos ou enviados para destinos desconhecidos. Como em outros países, uma Igreja nacional que ama a paz também foi tentada. O governo se orgulhava de ter erradicado a religião e fechado todas as igrejas católicas.

#### Iugoslávia
Depois de definir as relações com a Igreja Ortodoxa em 1929, os muçulmanos em 1931 e os protestantes e judeus em 1933, uma Concordata foi assinada em 1935 entre a Iugoslávia e o Vaticano. Depois que a Igreja Ortodoxa excomungou todos os políticos envolvidos em sua aprovação parlamentar, o governo retirou o texto da votação final na câmara alta. De Fato, no entanto, o espírito da concordata foi aceito e a Igreja começou a florescer nos anos anteriores à Segunda Guerra Mundial. A guerra foi difícil para a Igreja, pois o país era amplamente ocupado por forças italianas e alemãs. O Estado Independente da Croácia, que declarou independência do Reino da Iugoslávia, estava aberto às necessidades da Igreja, o que levou à colaboração aberta de vários funcionários da Igreja com as políticas do governo croata.
Após a guerra, a perseguição sistemática à Igreja começou como em todos os outros países comunistas. Cerca de 1.300 do clero foi assassinado. incluindo 139 frades franciscanos e 50% do clero foi preso. Como na Tchecoslováquia e em outros países, Belgrado criou organizações de padres controladas pelo governo, na tentativa de dividir o clero. Um dos principais pontos de discórdia foi Aloysius Stepinac, que foi elevado ao Colégio dos Cardeais em 1953. Para o Presidente Tito "uma provocação", isso representou ao Papa Pio "um justo reconhecimento de seus extraordinários méritos e um símbolo de nossa afeição e encorajamento por nossos amados filhos e filhas, que testemunham sua fé com firmeza e coragem em tempos muito difíceis." Pio explicou que não pretendia insultar as autoridades iugoslavas, mas também não concordou com nenhuma das acusações injustas que resultaram na punição do arcebispo. Stepinac não foi autorizado a receber o chapéu vermelho em Roma e permaneceu em prisão domiciliar (incapaz de participar do conclave de 1958) até sua morte em 1960. O papa João Paulo II o beatificou. Após sua morte, as relações com o Vaticano melhoraram significativamente. Em 1974, a Igreja na Iugoslávia contava 15.500 padres, religiosos e freiras.

### Perseguição de institutos religiosos
Institutos e instituições religiosas são alvos historicamente visíveis em tempos de conflito e conflito. Suas casas, conventos ou mosteiros foram saqueados, queimados ou destruídos por toda a Europa durante séculos em praticamente todos os países europeus. O início do pontificado de Pio XII coincidiu com o fim da Guerra Civil na Espanha, na qual, além de milhares de fiéis, cerca de 4.184 sacerdotes seculares, 2.365 religiosos e 283 religiosas foram mortos em um período de três anos.
Na Segunda Guerra Mundial, os religiosos da Polônia sofreram uma ocupação alemã excepcionalmente brutal. Um programa de treze pontos de 1940 previa que "todos os institutos religiosos, conventos e mosteiros serão fechados porque não refletem a moralidade alemã e a política populacional". A política alemã de tratar os poloneses como subumanos "Untermenschen" foi especialmente brutal contra representantes de ordens religiosas. Os ataques da Gestapo levaram ao assassinato e deportação para campos de concentração de numerosos religiosos, incluindo o frade franciscano Maximilian Kolbe.

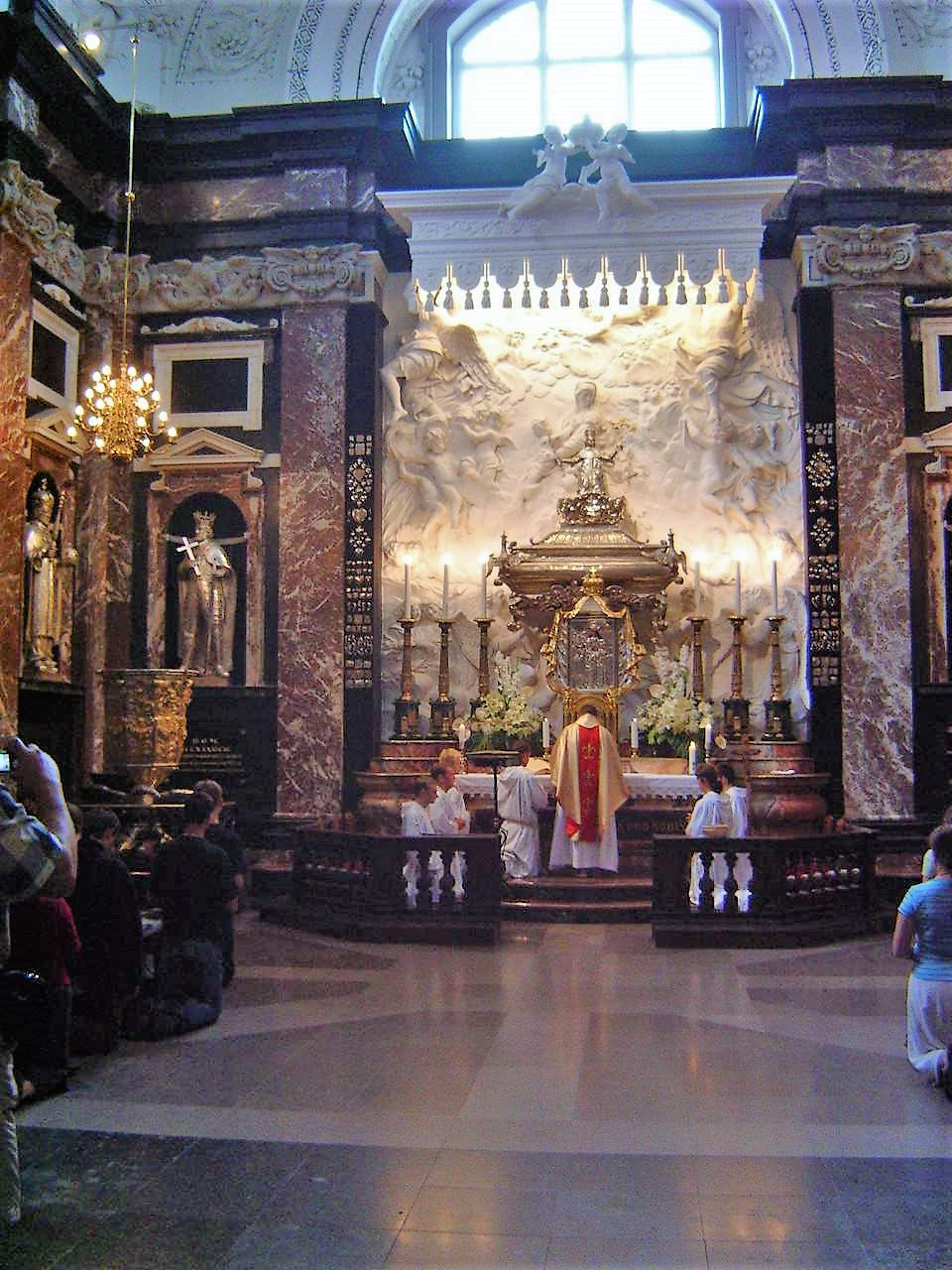
Capela de São Casimiro com seu caixão em Vilnius, Lituânia

Somente no campo de concentração de Dachau, cerca de 2.800 padres e religiosos poloneses foram encarcerados, dos quais aproximadamente 1.000 foram mortos ou morreram de fome. Entre abril e outubro de 1942, 500 religiosos poloneses morreram em Dachau, em parte devido a maus-tratos, fome ou câmaras de gás. O bispo de longa data, o bispo Kozlowiecki, relata: "Que dia feliz se eu fosse espancado apenas uma ou duas vezes". Especialmente brutal foi a Semana Santa em 1942. 1.800 sacerdotes e religiosos poloneses passaram por exercícios de punição e exercícios ininterruptos de manhã à noite todos os dias. O papa Pio XII informou os cardeais em 1945 que, entre todos os horrores que padres e religiosos tiveram de suportar em campos de concentração, o destino dos presos poloneses foi de longe o pior.
Depois de 1945, a Polônia ressuscitou, mas o governo polonês continuou os ataques contra a Igreja Católica. Todos os religiosos foram forçados a deixar hospitais e instituições de ensino e suas propriedades foram confiscadas. Dentro de sete anos, 54 religiosos foram mortos. 170 sacerdotes foram deportados para gulags. No entanto, após uma mudança de governo em 1956, a condição da Igreja melhorou. O assédio e a perseguição à Igreja continuaram, mas as vocações religiosas foram permitidas e a Polônia se tornou o único país oriental que contribuiu em grande número de missionários religiosos para o serviço em todo o mundo.
Em todos os países da Europa Oriental, após a Segunda Guerra Mundial, a perseguição religiosa assumiu novas dimensões. Todas as casas religiosas na Ucrânia foram confiscadas e seus habitantes presos ou enviados para casa. Todas as casas religiosas foram confiscadas e fechadas também na Lituânia. Na Albânia, todas as ordens religiosas foram dissolvidas à força. Na Bulgária e na Tchecoslováquia, todos os mosteiros e institutos religiosos deixaram de existir após 1950. Na Hungria, 10.000 membros de ordens religiosas foram ordenados a deixar suas residências em três meses; cerca de 300 foram autorizadas a permanecer e, através de um acordo entre a hierarquia húngara e o governo, oito escolas católicas foram reabertas.
Na Iugoslávia, todas as ordens foram dissolvidas após a guerra e as propriedades confiscadas. Na Bósnia, numerosas figuras religiosas foram mortas, entre elas 139 sacerdotes franciscanos. No entanto, à medida que a Iugoslávia se distanciava cada vez mais de Moscou, notaram-se melhorias significativas na Eslovênia e na Croácia durante os últimos dois anos do pontificado de Pacelli. Na China e Coreia do Norte não havia mais religiosos católicos. Missionários estrangeiros foram expulsos e o destino da maioria dos religiosos locais é desconhecido.

## Decretos do Santo Ofício sobre Comunismo
O Vaticano, em silêncio sobre os excessos comunistas durante a guerra, mostrou uma linha mais dura com o comunismo depois de 1945.

## Encíclicas do Papa Pio XII sobre perseguições à Igreja
O nome de uma encíclica papal é sempre retirado de suas duas ou três primeiras palavras.
| Não. | Título                     | Título                       | Sujeito                                                                                | Encontro               | Texto    |
| Não. | Latim                      | tradução                     | Sujeito                                                                                | Encontro               | Texto    |
| ---- | -------------------------- | ---------------------------- | -------------------------------------------------------------------------------------- | ---------------------- | -------- |
| 1    | Orientales omnes Ecclesias | "Todas as igrejas orientais" | No 350º aniversário da reunião da igreja rutena com Roma                               | 23 de dezembro de 1945 | (Inglês) |
| 2)   | Anni Sacri                 | "No ano sagrado"             | Em um programa de combate à propaganda ateísta em todo o mundo                         | 12 de março de 1950    | (Inglês) |
| 3) . | Ad Sinarum gentem          | "Para o povo chinês"         | Sobre a supranacionalidade da igreja                                                   | 7 de outubro de 1954   | (Inglês) |
| 4)   | Luctuosissimi eventus      | "Eventos tristes"            | Instando Orações Públicas pela Paz e Liberdade para o Povo da Hungria                  | 28 de outubro de 1956  | (Inglês) |
| 5)   | Laetamus admodum           | "Estamos muito satisfeitos"  | Renovação da exortação das orações pela paz na Polônia, Hungria e Oriente Médio        | 1 de novembro de 1956  | (Inglês) |
| 6    | Datis nuperrime            | Recentemente                 | Lamentando os acontecimentos tristes na Hungria e condenando o uso implacável da força | 5 de novembro de 1956  | (Inglês) |
| 7)   | Invicti Athletetae         | "Do atleta não conquistado"  | Sobre Santo André Bobola                                                               | 16 de maio de 1957     | (Inglês) |
| 8)   | Meminisse iuvat            | "É útil lembrar"             | Sobre orações pela igreja perseguida                                                   | 14 de julho de 1958    | (Inglês) |
| 9    | Ad Apostolorum Principis   | "No príncipe dos apóstolos"  | Sobre o comunismo e a igreja na China                                                  | 29 de junho de 1958    | (Inglês) |

## 30em
1. 1 2  Cornwell 333
2. ↑  http://www.yadvashem.org/yv/en/holocaust/about/01/non_jews_persecution.asp
3. ↑  Alan Bullock; Hitler, a Study in Tyranny; HarperPerennial Edition 1991; p216
4. ↑  Alan Bullock; Hitler, a Study in Tyranny; HarperPerennial Edition 1991; p218
5. 1 2  Alan Bullock; Hitler, a Study in Tyranny; HarperPerennial Edition 1991; p219
6. ↑  «The German Churches and the Nazi State». encyclopedia.ushmm.org (em inglês). Consultado em 15 de abril de 2020
7. 1 2  «Nuremberg Trial Defendants: Alfred Rosenberg». www.jewishvirtuallibrary.org. Consultado em 15 de abril de 2020
8. ↑  http://hsc.csu.edu.au/modern_history/national_studies/germany/2432/page77.htm
9. 1 2  «Catholic Education Facts». www.catholiceducation.org. Consultado em 15 de abril de 2020
10. ↑  «German Catholic Church details wartime use of forced labor». The New York Times (em inglês). 8 de abril de 2008. ISSN 0362-4331. Consultado em 15 de abril de 2020
11. ↑  Frattini, p. 230
12. ↑  «Catholic Education Facts». catholiceducation.org. Consultado em 15 de abril de 2020
13. ↑  Encyclopædia Britannica's Reflections on the Holocaust: Pius XII - World War II and the Holocaust
14. 1 2 3 4  http://www.ushmm.org/education/resource/poles/poles.php?menu=/export/home/www/doc_root/education/foreducators/include/menu.txt&bgcolor=CD9544
15. ↑  United States Holocaust Memorial Museum: Poles: Victims of the Nazi Era
16. 1 2  Craughwell, Thomas J., The Gentile Holocaust Catholic Culture, Accessed July 18, 2008
17. ↑  http://www.yadvashem.org/odot_pdf/Microsoft%20Word%20-%20684.pdf
18. ↑  «Non-European Catholics and World War Two - CNA Columns: Inside the Church during WWII». Catholic News Agency - By Harry Schnitker, Ph.D. Consultado em 15 de abril de 2020
19. ↑  http://www.jesuit.org/blog/index.php/tag/world-war-2/
20. ↑  «How our six priests died in the Philippines». www.columban.org.au (em inglês). Consultado em 15 de abril de 2020
21. ↑  AsiaNews.it. «The Japanese Church apologizes to Papua». www.asianews.it. Consultado em 15 de abril de 2020
22. ↑  Peter To Rot; Australian Dictionary of Biography; online 17 July 2014
23. ↑  «Timeline of The Catholic Church in Australia» (em inglês). Consultado em 15 de abril de 2020
24. ↑  «The Good Life : Martyr Peter ToRot of Papua New Guinea - Interview from Sunday Nights NLR - (ABC)». www.abc.net.au (em inglês). Consultado em 15 de abril de 2020
25. ↑  «Apostolic Journey to Papua New Guinea: Rite of Beatification of Peter To Rot at Sir John Guise Stadium in Port Moresby (17 January 1995) | John Paul II». www.vatican.va. Consultado em 15 de abril de 2020
26. ↑  http://www.catholicpng.org.pg/faith/Modernsaint.html
27. ↑  Before 1939, as Secretary of State, he had debated this point with Pope Pius XI. Pacelli argued, that a break of diplomatic relations means losing all contacts with the local hierarchy and, eventually, paying a much higher price:
28. ↑  Letter of Monsignor Tardini to the Archbishop of Belgrad, 2 16, 1952, in HK VII, 1952 447
29. ↑  Czechoslovakia AAS 1948 33, Poland AAS 1949 29,  Hungary AAS 1952 249, China AAS 1952 153, Romania AAS 1947, 223
30. ↑  Stepinac 10.14.1946, Mindszenty 12 28,1948, and 2 12, 1949, Gosz 6 29, 1951, Beran 3 17, 1951, Wyszinski 9 30, 1953 and Pacha 9 17, 1951
31. ↑  AAS 1958 601
32. ↑  see Stehle, Ostpolitik
33. ↑  Smit 186–187.
34. ↑  Smit 188
35. ↑  Smit 188.
36. ↑  Giovanetti 230
37. ↑  Herder Korrespondenz 5, 201
38. ↑  Giovanetti 232
39. ↑  The Catholic Church in Russia, Its History, Present Situation and Problems, Perspectives, by Thaddaeus Kondrusiewicz, August 1998
40. ↑  «What role did the Orthodox Church play in the Reformation in the 16th Century?». Living the Orthodox Life. Consultado em 25 de agosto de 2015. Cópia arquivada em 29 de agosto de 2015
41. ↑  «Анафема св. патриарха Тихона против советской власти и призыв встать на борьбу за веру Христову». st-elizabet.narod.ru. Consultado em 15 de abril de 2020
42. ↑  AAS 12, 1020, 313–317
43. ↑  AAS 29, 1937, 67
44. ↑  AAS 20 1928 165–178
45. ↑  AAS 24 1932 177–194
46. ↑  AAS 29, 1937 65–106
47. ↑  see main article, Pope Pius IX, Pope Leo XIII
48. ↑  Giovannetti, 131
49. ↑  Giovannetti, 90
50. ↑  Smit, 174
51. ↑  Adrianyi, 517
52. ↑  Adrianyi, 518
53. ↑  Giovannetti, 88
54. ↑  Adrianyi, 514.
55. ↑  Adrianyi, 515
56. ↑  Giovannetti, 139
57. ↑  January 18, 1948, AAS 1948, 324
58. ↑  Giovannetti, 150
59. ↑  AAS, 1953, 755
60. ↑  Invicti athletae, 29 in AAS 1957, 321 ff
61. ↑  Invicti athletae, 34, in AAS 1957, 321
62. ↑  AAS, XXXVII, 1945, 252
63. ↑  Adrianyi, 525
64. ↑  Adrianyi, 528.
65. ↑  Adrianyi 529
66. ↑  Adryani 530
67. ↑  AAS 1930, 381
68. ↑  Adrianyi,531
69. ↑  Adrianyi,532.
70. ↑  Orientales Ecclesias, Acta Apostolicae Sedis (AAS), Roma, Vaticano, 1953, 5.
71. ↑  Adrianyi, 536
72. ↑  Adrianyi,536
73. ↑  Adrianyi,533
74. ↑  Adrianyi,534
75. ↑  Pio XII Discorsi, 1952, January 12, 1953
76. ↑  HK 1977,318–324
77. ↑  Dammertz 375
78. ↑  Dammertz 376
79. ↑  HK 1960, 27
80. ↑  Pio XII, Discorsi VII, 1945, Roma, Vaticano, 74
81. 1 2  Dammertz 378
82. 1 2  Dammertz 379
83. ↑  Dammertz 377
84. ↑  Galter, 345–353,
85. ↑  Herder Korrespondenz, 5, 1950, 33